# Oxira magnisigna
Oxira magnisigna là một loài bướm đêm trong họ Noctuidae.